# Sävsjö község
Sävsjö község (svédül: Sävsjö kommun) Svédország 290 községének egyike.  Jönköping megyében található, székhelye Sävsjö.
A mai község 1971-ben jött létre.

## Települések
A község települései:
| Település | Népesség | Megjegyzés         |
| --------- | -------- | ------------------ |
| Rörvik    | 555      |                    |
| Stockaryd | 1003     |                    |
| Sävsjö    | 5068     | a község székhelye |
| Vrigstad  | 1432     |                    |

### Külső hivatkozások
- Hivatalos honlap (svéd, angol)